# Малий Габер (Требнє)
Малий Габер (словен. Mali Gaber) — поселення в общині Требнє, регіон Південно-Східна Словенія, Словенія.